# دونا تروي
دونا تروي (بالإنجليزية: Donna Troy)‏ هي شخصية خيالية وبطلة خارقة من إنشاء دي سي كومكس ظهرت لأول المرة في القصص المصورة لدي سي كومكس في شهر يوليو من عام 1965، اُنشئت من قبل بوب هاني وبرونو بريمياني، وهي شقيقة ديانا برينس (المرأة المعجزة) الصغرى ووالدتها هي هيبوليتا بالتبني حسب ماذُكر بظهورها الأول في عام 1965.